# Sabrina Bacal
Sabrina Bacal Securansky (Cali, 25 de enero de 1975) es una periodista, politóloga y presentadora de televisión colombianopanameña, reconocida por su labor en distintos programas políticos en TVN entre los cuales se destacan Radar, Mesa de Periodistas y De Frente con Sabrina Bacal.

## Biografía
Bacal nació en Cali el 25 de enero de 1975, hija de Moisés Bacal y Adela Securansky, descendientes de judíos ucranianos y moldavos. En su natal Colombia, obtuvo su Licenciatura en Ciencias Políticas en la Universidad de los Andes.
Durante el comienzo de su carrera en Panamá, Bacal se desempeñó como columnista, editora política y miembro de la Junta Directiva del periódico La Prensa.
En 2024, obtuvo una Maestría en Periodismo de Florida International University (FIU). 
Bacal está casada con el médico Joseph Zebede, y además tiene dos hijos que cursaron sus estudios universitarios en Estados Unidos.

## Carrera profesional
Tras varios años, fue recomendada por el dueño de La Prensa, Roberto Eisenman, para que fuese Directora de TVN Noticias en la cadena televisiva TVN, puesto en el que permaneció durante seis años, desde 2004 hasta 2010. En la televisora fue por muchos años parte del programa Radar (2013-2023), y destacaban como panelista en otros programas políticos como Mesa de Periodistas y su más reciente De Frente con Sabrina Bacal, que sólo duró un año al aire (2023-2024).
Sabrina Bacal fue la creadora del concepto Héroes por Panamá, programa anual que produjo hasta 2023. Fue la vicepresidenta de Servicios Informativos y asesora ejecutiva de RSE del canal durante un tiempo, desde 2017. En julio de 2024, tras veinte años de contrato, Bacal anunció que dejaría la empresa.
Además ejerció como profesora de Opinión Pública y Periodismo en la Universidad Santa María la Antigua (USMA). También ocupó el puesto de presidenta del Consejo Nacional de Periodismo durante el período de la pandemia por COVID-19.
Condujo el programa radial Sal y Pimienta de la emisora Omega Stereo por varios años. En esta misma emisora, fue panelista de Infoanálisis en varias casiones. Además de su labor periodística televisiva, ha sido miembro de distintas organizaciones tales como el Forum de Periodistas, parte de la Junta Directiva de PROED y BIOMUSEO y también del Consejo Nacional de Relaciones Exteriores.

## Controversias
Bacal ha sido blanco de acusaciones por sus opiniones políticas y presunto abuso de poder. Cuando fue parte de la Junta Directiva del diario La Prensa en el año 2012, el diario Panamá America (propiedad del expresidente Martinelli) publicó que Bacal había utilizado su influencia para beneficiar a un sindicato de la empresa de su entonces esposo Alan Perelis, Cerro Punta S.A. 
Varios directivos de La Prensa fueron objeto de publicaciones negativas por parte del Panamá America, diario del consorcio EPASA, cuya compra culminó en una condena contra Martinelli por lavado de activos.
En 2019, el expresidente de Panamá Ricardo Martinelli presentó una demanda por calumnia e injuria contra Bacal, que fue admitida por el Ministerio Público. Martinelli, a través de sus abogados, buscaba responsabilizarla penalmente y obtener una indemnización civil por los daños y perjuicios causados en su contra durante varios años, por los varios reportajes acerca de sus actos delictivos. La misma fue desestimada poco tiempo después.

## Trayectoria
| Año(s)    | Programa                    | Rol                                          | Canal        |
| --------- | --------------------------- | -------------------------------------------- | ------------ |
| 2011-2023 | Héroes por Panamá           | Productora ejecutiva / Presentadora invitada | TVN Canal 2  |
| 2013-2023 | Radar                       | Presentadora                                 | TVN Canal 2  |
| 2015-¿?   | Sal y Pimienta              | Presentadora                                 | Omega Stereo |
| 2017-2024 | Mesa de Periodistas         | Panelista                                    | TVN Canal 2  |
| 2023-2024 | De frente con Sabrina Bacal | Presentadora                                 | TVN Canal 2  |